# Mahassine Merabet
Mahassine Merabet (arabisch محاسن المرابط; * 24. Januar 1999 in Marokko) ist eine marokkanisch-türkische Schauspielerin.

## Leben und Karriere
Merabet wurde am 24. Januar 1999 in Marokko geboren. Bevor sie nach Istanbul zog, studierte sie Medien und Kommunikation an der Mohammed-V.-Universität. Später absolvierte sie einen Master in Politikwissenschaft und internationalen Beziehungen an der İstanbul Nişantaşı Üniversitesi. Bekannt wurde sie 2022 durch ihre Hauptrolle in der türkischen Serie Esaret. Sie spricht mehrere Sprachen, darunter Arabisch, Türkisch, Englisch und Französisch. Außerdem trat sie verschiedenen Werbespots auf.

## Filmografie
- 2022–2024: Esaret (Fernsehserie)